# James Charles
James Charles Dickinson (phiên âm: giêmx-charlx) (sinh ngày 23 tháng 5 năm 1999) là một nhân vật, người trang điểm và người mẫu Internet người Mỹ. Năm 2016, anh trở thành đại sứ nam đầu tiên của CoverGirl.

## Đầu đời
Charles đến từ Bethlehem, New York và tốt nghiệp trường trung học Bethlehem vào tháng 6 năm 2017. Charles là người đồng tính công khai.
Anh ta có giá trị ước tính khoảng 12 triệu đô la (£ 9 triệu).

## Sự nghiệp

### Nhân cách Mỹ[1]
Charles được biết đến nhiều nhất với kênh YouTube tập trung vào trang điểm mà anh ra mắt vào ngày 1 tháng 12 năm 2015. Vào thời điểm cao nhất (ngày 6 tháng 5 năm 2019), kênh của anh có 16,6 triệu người đăng ký. Nó hiện có hơn 13 triệu. Kênh của anh ấy cũng có hơn 1,7 tỷ lượt xem trên YouTube. Tại lễ trao giải Streamy lần thứ 8, anh đã giành được giải thưởng cho kênh hay nhất trong hạng mục Làm đẹp.
Vào ngày 11 tháng 5 năm 2019 James Charles đã trở thành nhân vật YouTube đầu tiên mất 1 triệu người đăng ký sau 24 giờ. Tính đến ngày 12 tháng 5, anh đã mất 2 triệu người đăng ký trên kênh của mình chủ yếu vì những tranh cãi công khai với nhân vật Internet Tati Westbrook. Cuộc tranh cãi đã dẫn đến việc sửa đổi hình ảnh của James Charles, trên phương tiện truyền thông xã hội và dẫn đến một phản ứng dữ dội chống lại anh.

### Làm người mẫu
Vào ngày 11 tháng 10 năm 2016, ở tuổi mười bảy, Charles đã trở thành phát ngôn viên nam đầu tiên của nhãn hiệu mỹ phẩm CoverGirl, làm việc cùng với đại sứ thương hiệu Katy Perry.
Năm 2018, Charles đã hợp tác với Morphe Cosmetics để phát hành bảng phấn mắt. Vào tháng 1 năm 2019, anh được mời đến Birmingham, Anh, để mở cửa hàng thứ hai ở Anh của công ty, nơi có hơn 7.000 người hâm mộ xuất hiện để gặp anh, khiến một phần của trung tâm thành phố rơi vào bế tắc.
Vào tháng 3 năm 2019, Charles đã trang điểm cho buổi quay video âm nhạc của Iggy Azalea cho "Sally Walker". Anh ấy cũng xuất hiện trong video.

## Phim tham gia
| Năm  | Tên                                      | Ghi chú                                |
| ---- | ---------------------------------------- | -------------------------------------- |
| 2017 | Apologies in Advance with Andrea Russett | Tập: "James Charles"                   |
| 2017 | Zall Good                                | Tập: "James Charles"                   |
| 2017 | Shane and Friends                        | Tập: "James Charles"                   |
| 2018 | The Secret World of Jeffree Star         | Tập: "Becoming Jeffree Star for a Day" |
| 2019 | Strahan & Sara                           |                                        |

### Video âm nhạc
| Năm  | Tên            | Nghệ sĩ     | Ghi chú |
| ---- | -------------- | ----------- | ------- |
| 2019 | "Sally Walker" | Iggy Azalea |         |